# Омбрикур
Омбрикур (фр. Ambricourt) насеље је и општина у североисточној Француској у региону Север-Па д Кале, у департману Па де Кале која припада префектури Montreuil.
По подацима из 2011. године у општини је живело 137 становника, а густина насељености је износила 40,41 становника/km². Општина се простире на површини од 3,39 km². Налази се на средњој надморској висини од 124 метара (максималној 138 m, а минималној 93 m).

## Демографија
| 1962. | 1968. | 1975. | 1982. | 1990. | 1999. | 2011. |
| ----- | ----- | ----- | ----- | ----- | ----- | ----- |
| 163   | 183   | 158   | 147   | 111   | 102   | 137   |

График промене броја становника у току последњих година